# Suzukiana birmidonta
Suzukiana birmidonta är en fjärilsart som beskrevs av Felix Bryk 1950. Suzukiana birmidonta ingår i släktet Suzukiana och familjen tandspinnare. Inga underarter finns listade i Catalogue of Life.